# Victor Ikpeba
Victor Ikpeba (Benin City, 12 giugno 1973) è un ex calciatore nigeriano, di ruolo attaccante.
Nel 1997 ha vinto il Pallone d'Oro Africano, con la Nazionale nigeriana invece ha vinto la Medaglia d'Oro alle Olimpiadi 1996 e la Coppa d'Africa 1994

## Carriera

### Club
Ikpeba è stato scoperto nel 1989 dal RFC Liègeois durante i Mondiali Under 17; finita la manifestazione si trasferì in Belgio insieme al connazionale Sunday Oliseh. Dopo aver segnato 17 gol nel campionato 1992-1993 Ikpeba fu prelevato dall'AS Monaco.
La sua prima stagione in Francia fu un successo malgrado un brutto inizio stagione. Subito dopo le Olimpiadi del 1996, Ikpeba segna 16 gol e porta al titolo il Monaco. Durante la stagione realizza cinque doppiette ai danni di Lione (0-3), Montpellier (0-2), Châteauroux (0-2), Bordeaux (5-2) e Bayer Leverkusen in Champions League (4-0); inoltre sigla il gol decisivo contro il Lierse (1-0), sempre nella massima competizione continentale.
Le sue prestazioni gli fruttano anche il titolo di miglior giocatore africano nel 1997. Dopo altre due stagioni molto buone, Ikpeba venne comprato dal Borussia Dortmund in cambio di 6 milioni di euro. Da quell'anno cominciò il declino del giocatore: Ikpeba non si ambienta infatti ai ritmi del calcio tedesco, segnando appena 3 reti in 30 incontri di campionato nel biennio in Renania.
La società di Dortmund lo cede in prestito al Real Betis, ma viene schierato raramente. Ritornato al Borussia, i tedeschi lo cedono all'Al-Ittihad per 1 milione di euro. Nel gennaio del 2004 ritorna in Belgio, al Charleroi, che ne acquista le prestazioni per 200.000 euro. Nel 2005 passa all'Al-Sadd, società nella quale termina la carriera.

### Nazionale
Con la nazionale nigeriana ha disputato 31 partite segnando 7 gol. Ha giocato i mondiali di calcio nel 1994 e nel 1998. Ha vinto la Coppa d'Africa nel 1994 e le Olimpiadi di Atlanta 1996.

## Statistiche

### Presenze e reti nei club
Statistiche aggiornate al 30 giugno 2005.
| Stagione                 | Squadra                  | Campionato               | Campionato | Campionato | Coppe nazionali | Coppe nazionali | Coppe nazionali | Coppe continentali | Coppe continentali | Coppe continentali | Altre coppe | Altre coppe | Altre coppe | Totale | Totale |
| Stagione                 | Squadra                  | Comp                     | Pres       | Reti       | Comp            | Pres            | Reti            | Comp               | Pres               | Reti               | Comp        | Pres        | Reti        | Pres   | Reti   |
| ------------------------ | ------------------------ | ------------------------ | ---------- | ---------- | --------------- | --------------- | --------------- | ------------------ | ------------------ | ------------------ | ----------- | ----------- | ----------- | ------ | ------ |
| 1989-1990                | RFC Liege                | D1                       | 8          | 2          | CB              | 1               | 0               | CU                 | 1                  | 0                  | -           | -           | -           | 10     | 2      |
| 1990-1991                | RFC Liege                | D1                       | 15         | 3          | CB              | 3               | 0               | CdC                | 0                  | 0                  | SB          | 0           | 0           | 18     | 3      |
| 1991-1992                | RFC Liege                | D1                       | 26         | 5          | CB              | 3               | 0               | -                  | -                  | -                  | -           | -           | -           | 29     | 5      |
| 1992-1993                | RFC Liege                | D1                       | 30         | 17         | CB              | 2               | 1               | -                  | -                  | -                  | -           | -           | -           | 32     | 18     |
| Totale RFC Liege         | Totale RFC Liege         | Totale RFC Liege         | 79         | 27         |                 | 9               | 1               |                    | 1                  | 0                  |             | 0           | 0           | 89     | 28     |
| 1993-1994                | Monaco                   | L1                       | 30         | 6          | CF              | 1               | 0               | UCL                | 9                  | 3                  | -           | -           | -           | 40     | 9      |
| 1994-1995                | Monaco                   | L1                       | 31         | 6          | CF+CdL          | 1+1             | 1+0             | -                  | -                  | -                  | -           | -           | -           | 33     | 7      |
| 1995-1996                | Monaco                   | L1                       | 16         | 3          | CF+CdL          | 3+2             | 1+1             | CU                 | 0                  | 0                  | -           | -           | -           | 21     | 5      |
| 1996-1997                | Monaco                   | L1                       | 31         | 13         | CF+CdL          | 1+3             | 0+2             | CU                 | 10                 | 7                  | -           | -           | -           | 45     | 22     |
| 1997-1998                | Monaco                   | L1                       | 30         | 16         | CF+CdL          | 2+1             | 2+0             | UCL                | 10                 | 4                  | SF          | 1           | 1           | 44     | 23     |
| 1998-1999                | Monaco                   | L1                       | 32         | 11         | CF+CdL          | 0+2             | 0               | CU                 | 6                  | 0                  | -           | -           | -           | 40     | 11     |
| Totale Monaco            | Totale Monaco            | Totale Monaco            | 170        | 55         |                 | 17              | 7               |                    | 35                 | 14                 |             | 1           | 1           | 223    | 77     |
| 1999-2000                | Borussia Dortmund        | BL                       | 21         | 2          | CG+CdL          | 1+1             | 0               | UCL+CU             | 2+2                | 0+1                | -           | -           | -           | 27     | 3      |
| 2000-2001                | Borussia Dortmund        | BL                       | 9          | 1          | CG              | 1               | 0               | -                  | -                  | -                  | -           | -           | -           | 10     | 1      |
| 2001-ago.2001            | Borussia Dortmund        | BL                       | 0          | 0          | CG+CdL          | 0               | 0               | UCL                | 0                  | 0                  | -           | -           | -           | 0      | 0      |
| ago.2001-2002            | Real Betis               | PD                       | 3          | 0          | CR              | 0               | 0               | -                  | -                  | -                  | -           | -           | -           | 3      | 0      |
| 2002-set.2002            | Borussia Dortmund        | BL                       | 0          | 0          | CG+CdL          | 0               | 0               | UCL                | 0                  | 0                  | -           | -           | -           | 0      | 0      |
| Totale Borussia Dortmund | Totale Borussia Dortmund | Totale Borussia Dortmund | 30         | 3          |                 | 3               | 0               |                    | 4                  | 1                  |             | -           | -           | 37     | 4      |
| set.2002-2003            | Al-Ittihad               | PL                       | 26         | 13         | CL              | -               | -               | -                  | -                  | -                  | -           | -           | -           | 26     | 13     |
| gen.-giu.2004            | Charleroi                | D1                       | 15         | 5          | CB              | 0               | 0               | -                  | -                  | -                  | -           | -           | -           | 15     | 5      |
| 2005                     | Al-Sadd                  | QL                       | 24         | 24         | CQ              | -               | -               | -                  | -                  | -                  | -           | -           | -           | 24     | 24     |
| Totale carriera          | Totale carriera          | Totale carriera          | 347        | 127        |                 | 29              | 8               |                    | 40                 | 15                 |             | 1           | 1           | 417    | 151    |

| Cronologia completa delle presenze e delle reti in nazionale ― Nigeria | Cronologia completa delle presenze e delle reti in nazionale ― Nigeria | Cronologia completa delle presenze e delle reti in nazionale ― Nigeria | Cronologia completa delle presenze e delle reti in nazionale ― Nigeria | Cronologia completa delle presenze e delle reti in nazionale ― Nigeria | Cronologia completa delle presenze e delle reti in nazionale ― Nigeria | Cronologia completa delle presenze e delle reti in nazionale ― Nigeria | Cronologia completa delle presenze e delle reti in nazionale ― Nigeria |
| Data                                                                   | Città                                                                  | In casa                                                                | Risultato                                                              | Ospiti                                                                 | Competizione                                                           | Reti                                                                   | Note                                                                   |
| ---------------------------------------------------------------------- | ---------------------------------------------------------------------- | ---------------------------------------------------------------------- | ---------------------------------------------------------------------- | ---------------------------------------------------------------------- | ---------------------------------------------------------------------- | ---------------------------------------------------------------------- | ---------------------------------------------------------------------- |
| 25-1-1992                                                              | Dakar                                                                  | Camerun                                                                | 1 – 2                                                                  | Nigeria                                                                | Coppa d'Africa 1992 - Finale 3º posto                                  | -                                                                      |                                                                        |
| 10-10-1992                                                             | Lagos                                                                  | Nigeria                                                                | 4 – 0                                                                  | Sudafrica                                                              | Qual. Mondiali 1994                                                    | -                                                                      | 63’                                                                    |
| 16-1-1993                                                              | Johannesburg                                                           | Sudafrica                                                              | 0 – 0                                                                  | Nigeria                                                                | Qual. Mondiali 1994                                                    | -                                                                      | 42’                                                                    |
| 9-3-1994                                                               | Lagos                                                                  | Nigeria                                                                | 0 – 0                                                                  | Ghana                                                                  | Amichevole                                                             | -                                                                      | Ingresso                                                               |
| 30-3-1994                                                              | Tunisi                                                                 | Egitto                                                                 | 0 – 0                                                                  | Nigeria                                                                | Coppa d'Africa 1994 - 1º turno                                         | -                                                                      | 70’                                                                    |
| 25-5-1994                                                              | Bucarest                                                               | Romania                                                                | 2 – 0                                                                  | Nigeria                                                                | Amichevole                                                             | -                                                                      |                                                                        |
| 11-6-1994                                                              | Ibadan                                                                 | Nigeria                                                                | 5 – 1                                                                  | Georgia                                                                | Amichevole                                                             | -                                                                      | 46’                                                                    |
| 16-11-1994                                                             | Londra                                                                 | Inghilterra                                                            | 1 – 0                                                                  | Nigeria                                                                | Amichevole                                                             | -                                                                      | 60’                                                                    |
| 21-10-1995                                                             | Tashkent                                                               | Uzbekistan                                                             | 2 – 3                                                                  | Nigeria                                                                | Amichevole                                                             | 1                                                                      | 88’                                                                    |
| 10-11-1995                                                             | Lagos                                                                  | Nigeria                                                                | 1 – 0                                                                  | Uzbekistan                                                             | Amichevole                                                             | -                                                                      |                                                                        |
| 9-11-1996                                                              | Lagos                                                                  | Nigeria                                                                | 2 – 0                                                                  | Burkina Faso                                                           | Qual. Mondiali 1998                                                    | -                                                                      | 60’                                                                    |
| 12-1-1997                                                              | Nairobi                                                                | Kenya                                                                  | 1 – 1                                                                  | Nigeria                                                                | Qual. Mondiali 1998                                                    | -                                                                      | 55’                                                                    |
| 27-4-1997                                                              | Ouagadougou                                                            | Burkina Faso                                                           | 1 – 2                                                                  | Nigeria                                                                | Qual. Mondiali 1998                                                    | -                                                                      | 70’                                                                    |
| 7-6-1997                                                               | Lagos                                                                  | Nigeria                                                                | 3 – 0                                                                  | Burkina Faso                                                           | Qual. Mondiali 1998                                                    | -                                                                      | 78’                                                                    |
| 22-4-1998                                                              | Colonia                                                                | Germania                                                               | 1 – 0                                                                  | Nigeria                                                                | Amichevole                                                             | -                                                                      | 46’                                                                    |
| 29-5-1998                                                              | Belgrado                                                               | Jugoslavia                                                             | 3 – 0                                                                  | Nigeria                                                                | Amichevole                                                             | -                                                                      | 69’                                                                    |
| 5-6-1998                                                               | Rotterdam                                                              | Paesi Bassi                                                            | 5 – 1                                                                  | Nigeria                                                                | Amichevole                                                             | -                                                                      | 46’                                                                    |
| 13-6-1998                                                              | Nantes                                                                 | Spagna                                                                 | 2 – 3                                                                  | Nigeria                                                                | Mondiali 1998 - 1º turno                                               | -                                                                      | 83’                                                                    |
| 19-6-1998                                                              | Parigi                                                                 | Nigeria                                                                | 1 – 0                                                                  | Bulgaria                                                               | Mondiali 1998 - 1º turno                                               | 1                                                                      | 75’ 49’                                                                |
| 28-6-1998                                                              | Saint-Denis                                                            | Nigeria                                                                | 1 – 4                                                                  | Danimarca                                                              | Mondiali 1998 - Ottavi di finale                                       | -                                                                      |                                                                        |
| 23-1-1999                                                              | Abeokuta                                                               | Nigeria                                                                | 2 – 0                                                                  | Burundi                                                                | Qual. Coppa d'Africa 2000                                              | -                                                                      | Ingresso                                                               |
| 28-2-1999                                                              | Dakar                                                                  | Senegal                                                                | 1 – 1                                                                  | Nigeria                                                                | Qual. Coppa d'Africa 2000                                              | -                                                                      | Ingresso                                                               |
| 13-11-1999                                                             | Kilkis                                                                 | Grecia                                                                 | 2 – 0                                                                  | Nigeria                                                                | Amichevole                                                             | -                                                                      | Ammonizione                                                            |
| 23-1-2000                                                              | Lagos                                                                  | Nigeria                                                                | 4 – 2                                                                  | Tunisia                                                                | Coppa d'Africa 2000 - 1º turno                                         | 2                                                                      | 74’                                                                    |
| 28-1-2000                                                              | Lagos                                                                  | Rep. del Congo                                                         | 0 – 0                                                                  | Nigeria                                                                | Coppa d'Africa 2000 - 1º turno                                         | -                                                                      | 61’                                                                    |
| 10-2-2000                                                              | Lagos                                                                  | Nigeria                                                                | 2 – 0                                                                  | Sudafrica                                                              | Coppa d'Africa 2000 - Semifinale                                       | -                                                                      | 74’                                                                    |
| 13-2-2000                                                              | Lagos                                                                  | Nigeria                                                                | 2 – 2 dts (3 – 4 dtr)                                                  | Camerun                                                                | Coppa d'Africa 2000 - Finale                                           | -                                                                      | 98’                                                                    |
| 2-9-2000                                                               | Lagos                                                                  | Nigeria                                                                | 4 – 0                                                                  | Namibia                                                                | Qual. Coppa d'Africa 2002                                              | 3                                                                      |                                                                        |
| 13-1-2001                                                              | Lagos                                                                  | Nigeria                                                                | 1 – 0                                                                  | Zambia                                                                 | Qual. Coppa d'Africa 2002                                              | -                                                                      | 69’                                                                    |
| 12-1-2002                                                              | Bouaké                                                                 | Costa d'Avorio                                                         | 1 – 1                                                                  | Nigeria                                                                | Amichevole                                                             | -                                                                      |                                                                        |
| 9-2-2002                                                               | Mopti                                                                  | Mali                                                                   | 0 – 1                                                                  | Nigeria                                                                | Coppa d'Africa 2002 - Finale 3º posto                                  | -                                                                      |                                                                        |
| Totale                                                                 |                                                                        | Presenze                                                               | 31                                                                     |                                                                        | Reti                                                                   | 7                                                                      |                                                                        |

| Cronologia completa delle presenze e delle reti in nazionale ― Nigeria Olimpica | Cronologia completa delle presenze e delle reti in nazionale ― Nigeria Olimpica | Cronologia completa delle presenze e delle reti in nazionale ― Nigeria Olimpica | Cronologia completa delle presenze e delle reti in nazionale ― Nigeria Olimpica | Cronologia completa delle presenze e delle reti in nazionale ― Nigeria Olimpica | Cronologia completa delle presenze e delle reti in nazionale ― Nigeria Olimpica | Cronologia completa delle presenze e delle reti in nazionale ― Nigeria Olimpica | Cronologia completa delle presenze e delle reti in nazionale ― Nigeria Olimpica |
| Data                                                                            | Città                                                                           | In casa                                                                         | Risultato                                                                       | Ospiti                                                                          | Competizione                                                                    | Reti                                                                            | Note                                                                            |
| ------------------------------------------------------------------------------- | ------------------------------------------------------------------------------- | ------------------------------------------------------------------------------- | ------------------------------------------------------------------------------- | ------------------------------------------------------------------------------- | ------------------------------------------------------------------------------- | ------------------------------------------------------------------------------- | ------------------------------------------------------------------------------- |
| 21-7-1996                                                                       | Orlando                                                                         | Nigeria                                                                         | 1 – 0                                                                           | Ungheria                                                                        | Olimpiadi 1996 - 1º turno                                                       | -                                                                               | 81’                                                                             |
| 23-7-1996                                                                       | Orlando                                                                         | Nigeria                                                                         | 2 – 0                                                                           | Giappone                                                                        | Olimpiadi 1996 - 1º turno                                                       | -                                                                               | 88’                                                                             |
| 25-7-1996                                                                       | Miami                                                                           | Brasile                                                                         | 1 – 0                                                                           | Nigeria                                                                         | Olimpiadi 1996 - 1º turno                                                       | -                                                                               | 64’                                                                             |
| 28-7-1996                                                                       | Birmingham                                                                      | Messico                                                                         | 0 – 2                                                                           | Nigeria                                                                         | Olimpiadi 1996 - Quarti di finale                                               | -                                                                               | 56’                                                                             |
| 31-7-1996                                                                       | Athens                                                                          | Nigeria                                                                         | 4 – 3 dts                                                                       | Brasile                                                                         | Olimpiadi 1996 - Semifinale                                                     | 1                                                                               | 46’                                                                             |
| 3-8-1996                                                                        | Athens                                                                          | Nigeria                                                                         | 3 – 2                                                                           | Argentina                                                                       | Olimpiadi 1996 - Finale 1º posto                                                | -                                                                               | 72’                                                                             |
| Totale                                                                          |                                                                                 | Presenze                                                                        | 6                                                                               |                                                                                 | Reti                                                                            | 1                                                                               |                                                                                 |

## Palmarès

### Club
- Coppa del Belgio: 1

Liegi: 1989-1990
- Campionato francese: 1

Monaco: 1996-1997
- Supercoppa francese: 1

Monaco: 1997

### Nazionale
- Coppa d'Africa: 1

Tunisia 1994
- Oro olimpico: 1

Atlanta 1996

### Individuale
- Calciatore africano dell'anno: 1

1997